# رسانه‌های دیجیتال و سلامت روان
رسانه‌های دیجیتال و سلامت روان (انگلیسی: Digital media use and mental health) عنوان مقوله‌ای است که توسط محققان مختلف که به‌طور عمده شامل روان‌شناسان، جامعه‌شناسان، انسان‌شناسان و متخصصان پزشکی است، از اواسط دهه ۱۹۹۰ و پس از رشد و شکوفایی شبکه جهانی وب مورد بررسی قرار گرفته‌است. بدنهٔ قابل‌توجهی از تحقیقات مرتبط با پدیده‌هایی است همچون استفادهٔ بیش‌از اندازه که معمولاً با عناوینی همچون اعتیادهای دیجیتال یا وابستگی‌های دیجیتال از آنها یاد می‌گردد. این پدیده‌ها در بسیاری از جوامع و فرهنگ‌ها متفاوت بروز می‌نمایند. تفسیر مناسبی میان استفادهٔ مفید و آسیب‌شناختی از رسانه‌های دیجیتال فراهم نشده‌است و هیچ معیار قابل‌قبولی در این زمینه وجود ندارد
رابطهٔ بین فناوری دیجیتال و سلامت روان از دیدگاه‌های بسیاری مورد بررسی قرار گرفته‌است. مزایای استفاده از رسانه‌های دیجیتال نیز در رشد کودک و نوجوان یافت شده‌است اما نگرانی اصلی توسط محققان، پزشکان و عامهٔ مردم در ارتباط با رفتارهای جَبرانهٔ ظاهری است که از جانب استفاده‌کنندگان از رسانه‌های دیجیتال مشاهده شده‌است زیرا ارتباط میان استفادهٔ بیش از اندازه از این فناوری‌ها سبب آشکار شدن مشکلاتی در سلامت روان می‌گردد.

## نگارخانه

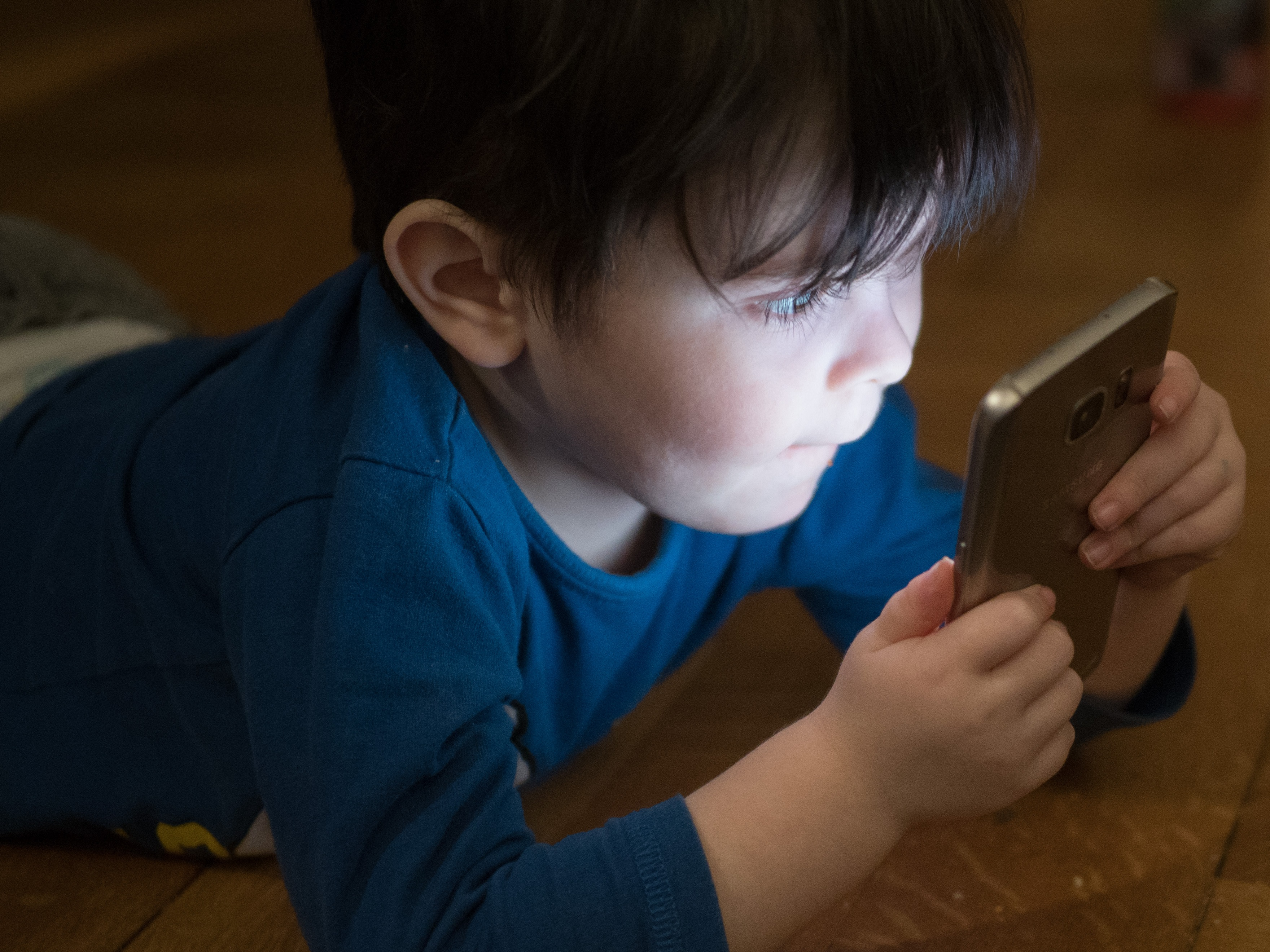
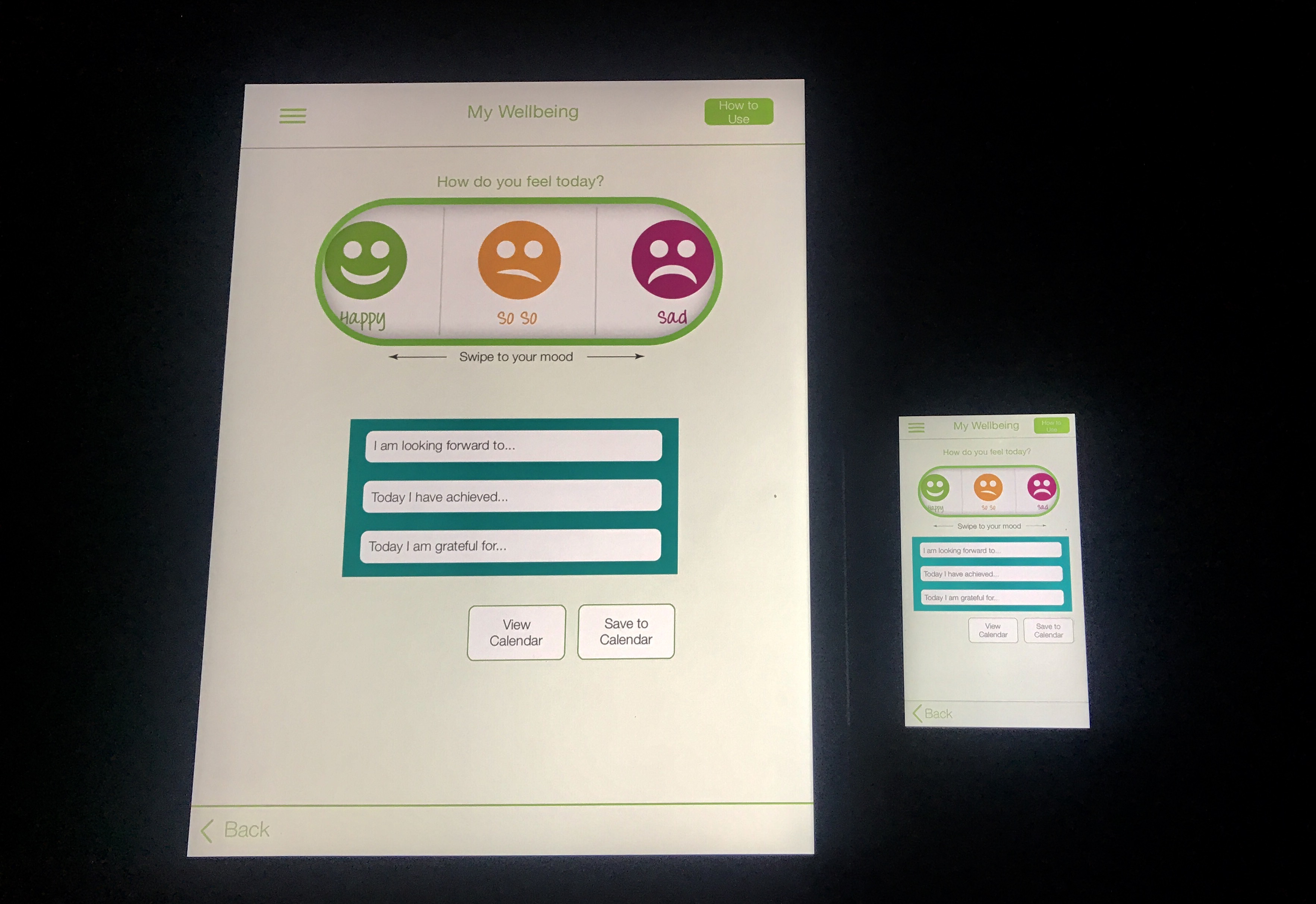
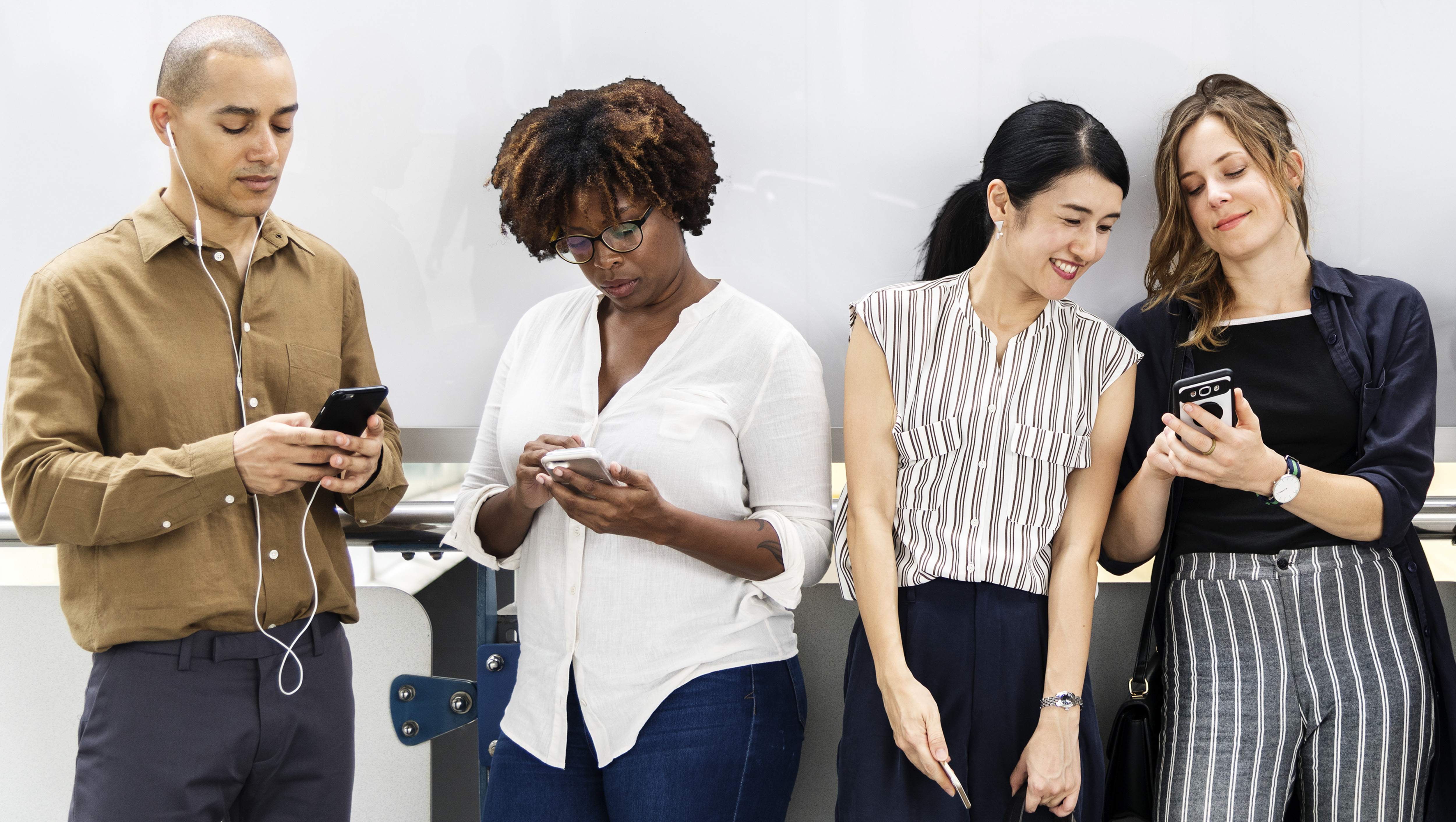
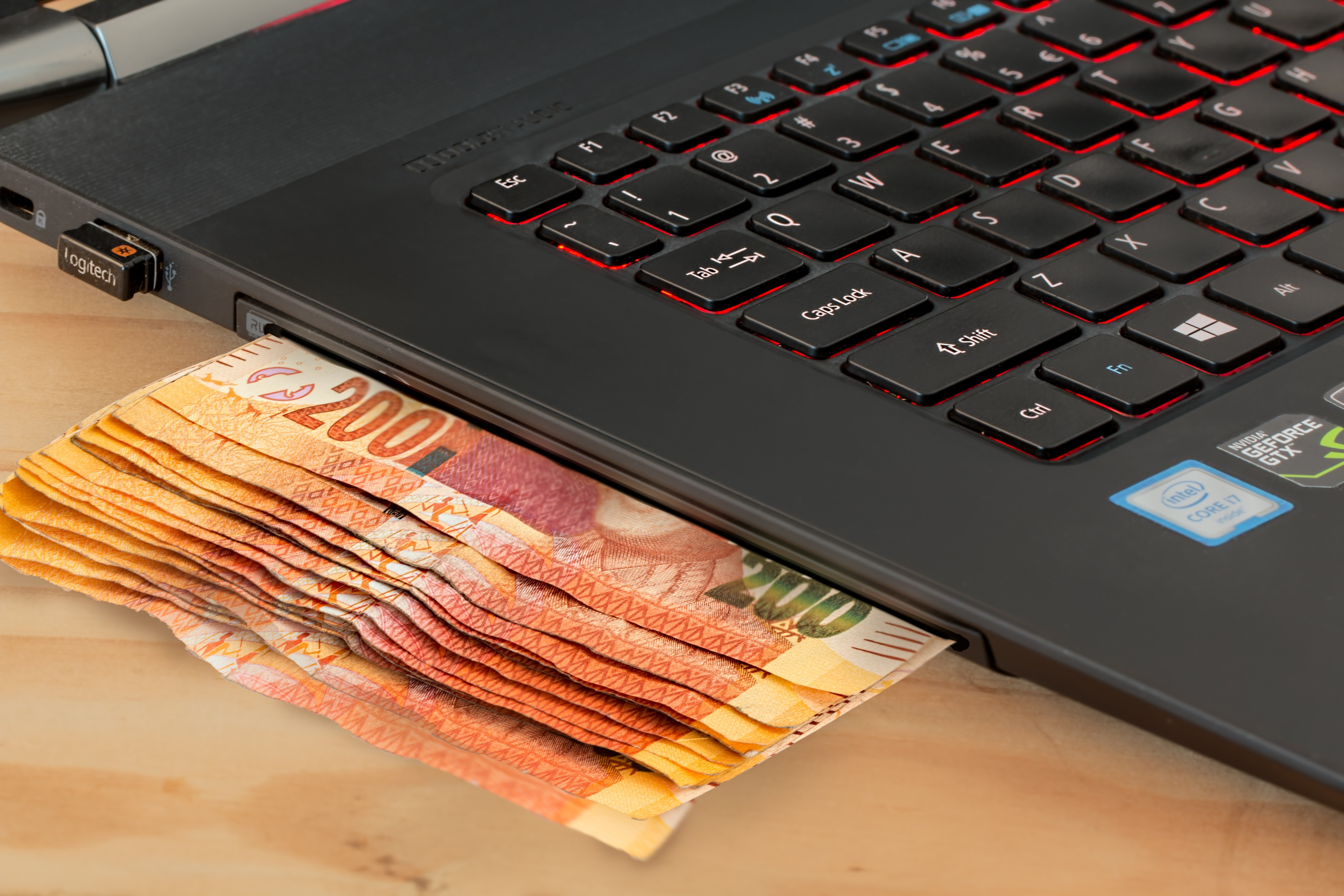

## مطالعه بیشتر
- Alter, Adam (2017). Irresistible : the rise of addictive technology and the business of keeping us hooked. New York: Penguin Press. ISBN 978-0-7352-2284-7. OCLC 990286417.
- Bartlett, Vanessa; Bowden-Jones, Henrietta (2017). Are we all addicts now? : digital dependence. Beales, Katriona, MacDonald, Fiona. Liverpool: Liverpool University Press. ISBN 978-1-7869-4081-0. OCLC 988053669.
- Young, Kimberly; de Abreu, Cristiano Nabuco (2017). Internet addiction in children and adolescents : risk factors, assessment, and treatment. New York: Springer Publishing Company. ISBN 978-0-8261-3373-1. OCLC 988278461.